# ديسيمتر
الديسيمتر أو العُشْرُم هو وحدة من وحدات قياس المسافة، (واختصاره دسم)، وهو عبارة عن 10 سم. وبذلك فالمتر عبارة عن 10 ديسيمتر.
- الديسيمتر المكعب = 1 لتر